# Aromaterapi

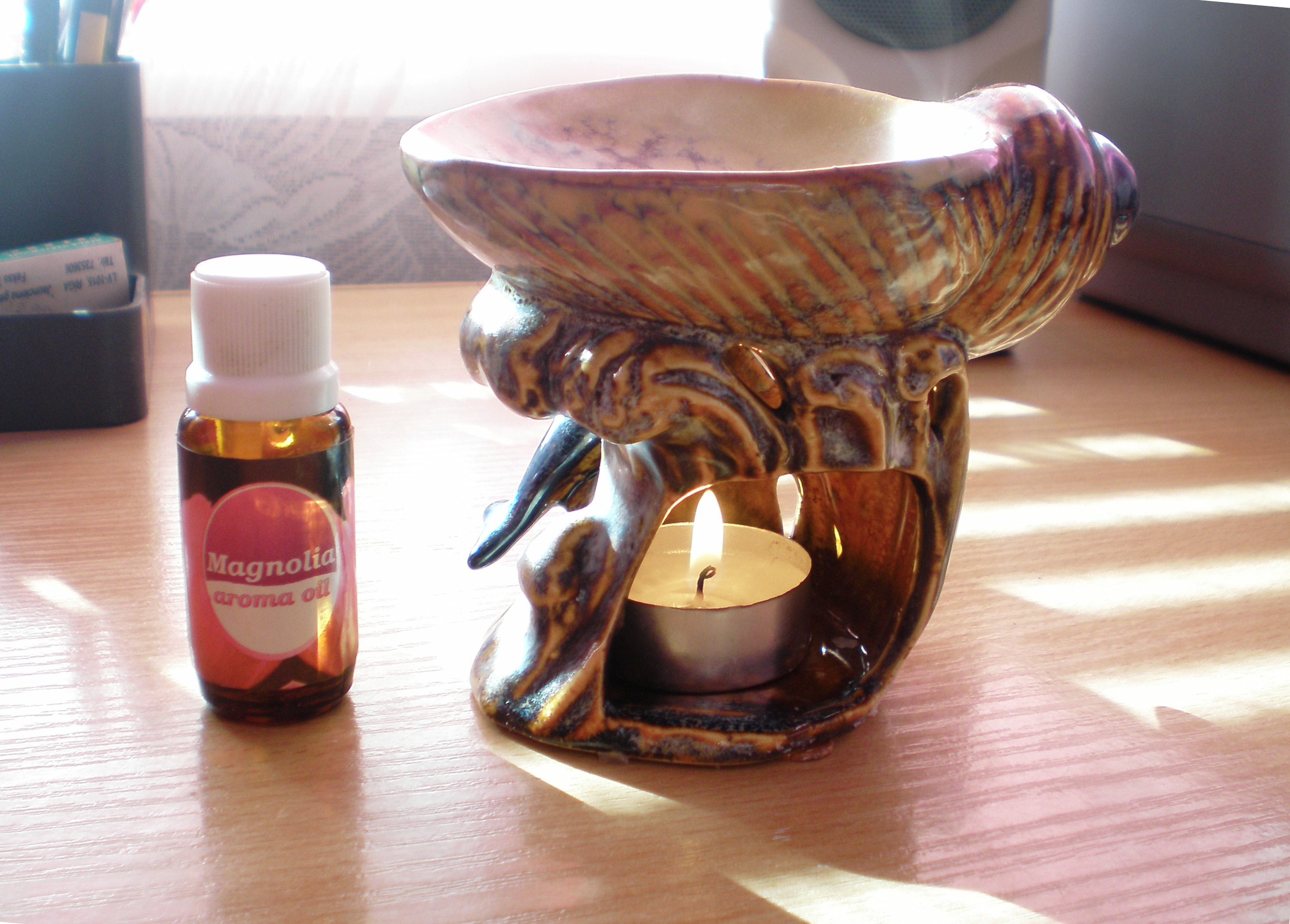
Aromalampa med en flaska aromaolja.

Aromaterapi är en alternativmedicinsk terapiform som utnyttjar aromatiska eteriska oljor extraherade ur träd, buskar och blommor, på grund av deras doft och framför allt deras påstådda läkande egenskaper. Behandlingen syftar ofta främst till att lindra stress och stressrelaterade problem. Forskning om oljorna pågår kontinuerligt.[källa behövs]
Oljorna kan värmas upp i särskilda aromalampor eller tillföras bad.
Aromaterapi har blivit en alltmer populär terapiform, trots att det inte finns särskilt många tydliga användningsområden för denna. Vissa forskare som har analyserat studier som har gjorts på aromaterapi som en behandlingsform för avslappning menar att metodens effekter förmodligen inte är tillräckligt kraftfulla för att kunna anses utgöra en möjlig behandling för ångestsyndrom.